# Dina Dreyfus
Pour les articles homonymes, voir Dreyfus.
Dina Dreyfus, née Fernande Dreyfus à Milan le 1er février 1911 et morte à Paris le 25 février 1999, est une philosophe, ethnologue, résistante et haute fonctionnaire française. 
Elle a effectué des recherches pour l'ethnologie conjointement avec son premier mari, Claude Lévi-Strauss et a notamment eu pour élève Françoise Héritier.

## Biographie

### Jeunesse et formation
Née en Italie, Dina Dreyfus arrive avec sa famille à Paris à l'âge de treize ans. Élève au lycée Lamartine, puis auditrice libre au lycée Molière, elle y obtient le baccalauréat et entreprend à la Sorbonne des études de philosophie, qui comportent alors un certificat d'anthropologie. Elle épouse en 1932 le jeune agrégé Claude Lévi-Strauss – ami d'enfance de son frère Pierre – et obtient elle-même l'agrégation de philosophie en 1934.

### Carrière
Entre 1935 et 1938, Dina Dreyfus participe à la mission culturelle française de la nouvelle université de São Paulo et donne un cours d'ethnologie qui attire un grand public. Avec Mário de Andrade, elle fonde la première société d'ethnologie du Brésil et publie son premier texte, en portugais. Entre 1936 et 1938, elle mène des enquêtes chez les Bororo et les Nambikwara, avec son mari et leur jeune collègue brésilien Luiz de Castro Faria. En 1938, elle doit quitter l'expédition à cause d'une infection oculaire et rentre à São Paulo, puis à Paris. Le couple Lévi-Strauss se sépare en 1939. Le divorce est prononcé au plus tard en 1945, quand Claude se remarie.
En 1937, des objets collectionnés auprès des Bororo sont exposés à Paris dans une exposition dont le titre « Indiens du Mato-Grosso (Mission Claude et Dina Lévi-Strauss) », reconnaissait la contribution scientifique des époux. Pourtant, après leur séparation, Dina Dreyfus ne publie plus rien en ethnologie. Sa contribution aux recherches de terrain en particulier auprès des groupes de femmes, les seules que Claude Levi-Strauss ait jamais entreprises, est largement oubliée. Dans Tristes Tropiques, Claude Lévi-Strauss ne mentionne son ex-compagne qu'une seule fois, pour son départ de l'expédition ; dans son album Saudades do Bresil, Levi-Strauss exclut toutes les photographies qui la représentent. Ce n'est qu'en 2001 que paraissent enfin des documents photographiques authentiques et non retouchés de l'expédition attestant l'important travail de terrain de Dina.
Durant l'Occupation, Dina Dreyfus participe à la Résistance dans la région de Montpellier. Son alias est « Denise Roche ».
Après la guerre, Dina Dreyfus enseigne à nouveau la philosophie, d'abord en classe préparatoire à Versailles et au lycée Molière de Paris. Elle tient pendant longtemps la chaire de philosophie de première supérieure du lycée Fénelon, tout en étant parallèlement chargée de cours à la Sorbonne auprès de Vladimir Jankélévitch.
Quittant la khâgne de Fénelon, elle est nommée en 1962 « Inspecteur de l'Académie de Paris », et se consacre aux questions de pédagogie et de didactique de la philosophie. Avec son collègue Claude Khodoss, elle publie en décembre 1965 un article fondateur qui contribue à la mise en place de nouveaux programmes d'enseignement de la matière dans les lycées. Elle devient alors la première femme à être nommée à l'Inspection générale de philosophie. Elle travaille à la modernisation de la discipline, intégrant entre autres les nouveaux médias parmi les dispositifs pédagogiques. Elle inaugure ainsi les premières émissions de radio télévision scolaire en philosophie, réalisées de 1964 à 1968 par Jean Fléchet, avec la collaboration d'Alain Badiou.
Parmi ses élèves et étudiants, on peut citer Françoise Héritier, Assia Djebar, Anne Fagot-Largeault, Bertrand Saint-Sernin ou encore Danièle Sallenave.

## Publications
- Instruções práticas para pesquisas de antropologia física e cultural,  Boletim da Sociedade de Etnografia e Folclore, São Paulo, 1936.
- Indiens du Mato-Grosso (Mission Claude et Dina Lévi-Strauss), catalogue, 1937.
- La Transcendance contre l'Histoire chez Simone Weil, Mercure de France 1053 (1951).
- Imposture et Authenticité dans l'Œuvre de Bernanos, Mercure de France 1069 (1952).
- Cinéma et langage, DIOGÈNE - revue trimestrielle publiée sous les auspices du Conseil International de la Philosophie et des sciences humaines et avec l'aide de l'UNESCO / Gallimard (1961)
- Freud : Psychanalyse, textes choisis, coll. « Les grands textes », Paris : PUF, 1963.
- Présentation des émissions de philosophie à la télévision, in L'Éducation nationale, no 36 (1964), repris dans Cahiers philosophiques, no 55 (1993).
- (Avec Claude Khodoss) « L’enseignement philosophique », Les Temps Modernes, no 235, décembre 1965, p. 1001-1047.
- (Avec Florence Khodoss) Hume : L'Homme et l'expérience, textes choisis, coll. « Les grands textes », Paris : PUF, 1967.
- Figures de la pensée philosophique : écrits de Jean Hyppolite, 1931-1968, coll. « Epiméthée », Paris : PUF, 1971.
- Le temps des philosophes, textes des émissions de philosophie conçues par Dina Dreyfus en 1965 et 1966 repris dans Cahiers philosophiques, n° hors série (juin 1993).
- Écrits, édités et présentés par Christiane Menasseyre et Bertrand Saint-Sernin, Paris : Hermann, 2013.